# Ivar Arnö
Erik Ivar Arnö, född Karlsson den 30 maj 1894 på Arnöberg i Kungs-Husby församling, död 25 augusti 1984 i Bromma församling, var en svensk journalist och författare. Han började sin karriär på Landsortspressens Stockholmsredaktion 1918 men arbetade sedan hela sitt yrkesliv på den liberala Stockholms-Tidningen, framför allt på sportredaktionen. Han var också redaktör och ansvarig utgivare för Nordisk kontakt 1960-1970. I mitten på 1930-talet var han redaktör för Svenska Idrottsförbundets Årskalender tillsammans med Charles Jansson och Eric Ahlström (1935) och senare gav Arnö ut en rad egna böcker varibland kan nämnas Gårdar och öden på glömda Mälaröar (1968), Mälaren, historia och historier (1972) och Tusen år vid Mälaren (1979).
Ivar Arnö var från 1922 gift med Anna Vesterlund, dotter till jägmästaren Otto Vesterlund.